# ولادیمیرا اولیراووا
 ولادیمیرا اولیراووا (انگلیسی: Vladimíra Uhlířová؛ زادهٔ ۴ مهٔ ۱۹۷۸) یک تنیس‌باز اهل جمهوری چک است. 